# Унгарските земи под османско владичество
Унгарските земи под османско владичество е период от унгарската история (1526 - 1686 г.), когато те са под властта на Османската империя.
През август 1526 г. османците побеждават унгарската войска в битката при Мохач, крал Лайош II e убит. Османците завладяват Южна Унгария, а на 11 септември 1526 г. Сюлейман Великолепни влиза в унгарската столица Буда без бой и е посрещнат тържествено от френския и венецианския посланици. Султанът поставя на унгарския трон трансилванския княз Ян Заполски, който се признава за османски васал. Тъй като в страната не е въведена османска администрация, а султанът се връща в Константинопол, отнасяйки със себе си огромна плячка и оставяйки унгарските земи разорени, , започва борба за кралската корона между две феодални групировки – проавстрийска и проосманска. Проавстрийската партия се събира в Пресбург на законодателно събрание (Диета) на 26 октомври 1526 г. и провъзгласява за унгарски крал австрийския ерцхерцог Фердинанд, брат на Карл V и на Мария Хабсбург, вдовица на Лайош II. Фердинанд обаче е признат за крал само в Западна Унгария. В Трансилвания благородникът Ян Заполски (Заполя) също претендира за короната. След като Фердинанд е признат за крал, тръгва на поход, за да си възвърне контрола над Унгария и в 1527 г. освобождава Буда и прогонва оттам Ян Заполски, който се обръща за помощ към Сюлейман I. Османците контраатакуват - на 8 септември 1529 г. султанът превзема отново Буда и след неуспешна обсада на Виена отстъпва на юг, изоставяйки града. Войната придобива позиционен характер, като на османска страна са словенските Франкопани, а на унгарска – хърватските феодали. Турците правят нов опит за обсада на Виена през 1532 г., но градът устоява. През 1547 година император Фердинанд I е принуден да признае османската власт в Унгария. По същото време Трансилвания, Влашко и Молдова стават васали на Османската империя.
През 1529 година кралството е разделено на 2 части: Хабсбургска Унгария и Източно кралство Унгария. По онова време няма османци на територията на Кралство Унгария с изключение на няколко важни крепости в крайграничната област Срем. През 1541 г. падането на Буда определя бъдещото разделяне на Унгария на 3 части чак до края на 17 век. Въпреки че границите често и многократно се променят, все пак могат да се обособят в следните земи:
- земите на днешна Словакия, Северозападна Унгария, Бургенланд и Западна Хърватия остават във формално независимата държава Кралство Унгария, но де факто са част от земите на Хабсбургската империя;
- земите на днешна Централна Унгария и Банат са част от Османската империя;
- земите на останалата част от Кралство Унгария са организирани в Княжество Трансилвания като васално княжество на Османската империя под управлението на наследниците на Ян Заполски.

Земите под османска власт са организирани във вилаети. Седалището на унгарските вилаети е град Буда, начело стои будайския паша. След отблъскването на османското нападение над Австрия през 1683 година, Хабсбургите начело на международни християнски сили предприемат контранастъпление срещу османците. През 1686 г. е освободен град Буда, а през 1699 година успяват да освободят от османски контрол и останалите територии на Унгария, с изключение на област Темеш (Тимиш), която продължава да е под османска власт чак до 1712 г.
В унгарската историография годините 1526 до 1686 г. са известни като „турско робство“